# Mudimadugu, Srinivaspur
Mudimadugu là một làng thuộc tehsil Srinivaspur, huyện Kolar, bang Karnataka, Ấn Độ.